# Bernhard Bittig

Bernhard Bittig, um 1980

Bernhard Bittig (* 1940 in Zürich; † 21. Oktober 1982 bei Urnäsch) war ein Schweizer Forstwissenschaftler und Hochschullehrer der ETH Zürich (ETHZ). Er kam bei einem Helikopterabsturz ums Leben.

## Leben und Wirken
Bernhard Bittig studierte von 1960 bis 1965 an der Abteilung Forstwirtschaft der ETH Zürich. Anschliessend absolvierte er das Lizentiat der Nationalökonomie an der Universität Zürich und 1972 das Doktorat der Technischen Wissenschaften bei Hermann Tromp an der ETHZ. Von 1970 bis 1980 arbeitete er beim Eidgenössischen Oberforstinspektorat (Bundesamt für Forstwesen, heute BAFU) in Bern, ab 1975 als Vizedirektor, nachdem er dort die Sektion Struktur- und Wirtschaftsfragen geleitet hatte. Zeitweise leitete er auch die Abteilung für Natur- und Heimatschutz. Bittig war im Rahmen der Entwicklungshilfe 1976 in Rwanda und 1978 in Mali tätig. Als Delegationsleiter vertrat er die Landesregierung bei einer UNESCO-Konferenz über Umwelterziehung in Tiflis.
Bittig übernahm 1973 an der Universität Zürich einen Lehrauftrag in «Oekologie und Oekonomie» und zwei Jahre später einen weiteren in «Raumplanungspolitik der Schweiz». Er wurde im Juni 1980 ordentlicher Professor für Forstökonomie und Forstpolitik an der ETH Zürich. Er gründete dort eine neue Abteilung für Holzwirtschaft und war zudem Präsident des «Forums für Holz». Bittig war Experte der forstwirtschaftlichen Arbeitsgruppe der Eidgenössischen Räte und setzte sich für Lawinenverbauungen und Walderschliessung ein. Als Initiant des Nationalen Forschungsprogramms 12 «Holz, erneuerbare Rohstoff- und Energiequelle» unterstützte er die erste Aufnahme eines Landesforstinventars (LFI) und die Holzmarktforschung.

## Helikopterabsturz
Bernhard Bittig kam am 21. Oktober 1982 bei einem Militärunfall ums Leben. Er war verantwortlicher Pilot einer Alouette III und berührte mit seiner Maschine ein Transportseil in 120 Meter Höhe. Als Adjutant Unteroffizier hatte er drei Kollegen beim «Kabel-Briefing» in die Gefahrenstelle bei Rossfall eingewiesen und diese selbst zweimal passiert. Die Untersuchung ergab, dass Bittig zum Zeitpunkt des Unfalls «trotz aller Schutzmassnahmen» wegen starker Sonnenblendung für Sekunden «blind» fliegen musste. Mit ihm starben fünf Infanteristen beim zweitschwersten Unfall in der Geschichte der Schweizer Luftwaffe.
Bittig hinterliess eine Ehefrau und mehrere Kinder.

## Schriften (Auswahl)
- Wirtschaftswissenschaftliche Betrachtung der Waldbesteuerung in der Schweiz (Dissertation). Birmensdorf 1971.
- Raumordnungspolitik der Schweiz. Mühledorf bei Kirchdorf 1978.

## Belege
1. 1 2  Bernhard Bittig †. In: Jahresbericht 1982. ETH Zürich, 1983.
2. ↑  Hunter abgeschossen, Helipilot geblendet. In: Zürichsee-Zeitung. 23. Oktober 1982, S. 3.
3. ↑  Viktor Kuonen: Abschied von Bernhard Bittig. S. 1015.

| Personendaten    | Personendaten                                      |
| ---------------- | -------------------------------------------------- |
| NAME             | Bittig, Bernhard                                   |
| KURZBESCHREIBUNG | Schweizer Forstwissenschaftler und Hochschullehrer |
| GEBURTSDATUM     | 1940                                               |
| GEBURTSORT       | Zürich                                             |
| STERBEDATUM      | 21. Oktober 1982                                   |
| STERBEORT        | bei Urnäsch, Schweiz                               |